# Filip Mihaljević (calciatore)
Filip Mihaljević (Zagabria, 9 marzo 1992) è un calciatore croato, attaccante del Tikveš Kavadarci.

## Carriera
Ha giocato nella prima divisione dei campionati bosniaco, croato, bulgaro ed irlandese.

## Statistiche

### Presenze e reti nei club
Statistiche aggiornate al 6 febbraio 2021.
| Stagione        | Squadra         | Campionato      | Campionato | Campionato | Coppe nazionali | Coppe nazionali | Coppe nazionali | Coppe continentali | Coppe continentali | Coppe continentali | Altre coppe | Altre coppe | Altre coppe | Totale | Totale |
| Stagione        | Squadra         | Comp            | Pres       | Reti       | Comp            | Pres            | Reti            | Comp               | Pres               | Reti               | Comp        | Pres        | Reti        | Pres   | Reti   |
| --------------- | --------------- | --------------- | ---------- | ---------- | --------------- | --------------- | --------------- | ------------------ | ------------------ | ------------------ | ----------- | ----------- | ----------- | ------ | ------ |
| 2020            | Visakha         | CL              | 15         | 13         | HSC             | 0               | 0               | -                  | -                  | -                  | -           | -           | -           | 15     | 13     |
| gen.-giu. 2021  | Seregno         | D               | 2          | 0          | CI-D            | 0               | 0               | -                  | -                  | -                  | -           | -           | -           | 2      | 0      |
| Totale carriera | Totale carriera | Totale carriera | 17         | 13         |                 | 0               | 0               |                    | -                  | -                  | -           | -           | -           | 17     | 13     |